# Operación Dulcinea
La Operación Dulcinea fue una operación política del grupo antisalazarista y antifranquista Directorio Revolucionario Ibérico de Liberación (DRIL), liderada por el político y militar portugués Henrique Galvão y los españoles Xosé Velo y José Fernández Vázquez –alias Jorge de Soutomaior– y llevada a cabo en 1961. La acción consistió en el secuestro del paquebote Santa Maria, propiedad de la naviera portuguesa Companhia Colonial de Navegação, y su objetivo principal era llamar la atención de la opinión pública internacional contra las dictaduras de Oliveira Salazar en Portugal y de Franco en España, así como inicialmente desencadenar revueltas en las colonias africanas contra el primero.
La acción logró una amplia repercusión internacional, incluida una respuesta del recién nombrado presidente estadounidense John Fitzgerald Kennedy, en un momento de cierta pérdida de influencia de la oposición institucional a estos regímenes desde el exilio. La acción ha sido considerada en Portugal un preludio de las posteriores acciones opositoras que derrocarían al régimen de Salazar, y tras ella sus líderes fueron acogidos como refugiados políticos en Brasil antes de disolver la organización.

## Antecedentes
El plan de secuestro fue tramado por Henrique Galvão, uno de los líderes del Directorio Revolucionario Ibérico de Liberación (DRIL) formado por exiliados portugueses y españoles que luchaban contra las dictaduras de Salazar y Franco en sus respectivos países. Asilado en Caracas (Venezuela) desde 1959, Galvão urdió la formación de un comando armado destinado a infiltrarse como pasajeros en el paquebote Santa Maria, una de las naves principales de la Companhia Colonial de Navegação, y usar la embarcación para dirigirse a África para iniciar una sublevación antisalazarista de las tropas portuguesas en la colonia de Angola o en la de Cabo Verde. Otra alternativa era dirigirse a la colonia española de Guinea Ecuatorial para instar desde allí a la revuelta antisalazarista.
La ruta del Santa Maria era Lisboa-Madeira-Tenerife-La Guaira-Curazao-San Juan-Miami y viceversa, por lo cual Galvão planificó que sus hombres abordaran el paquebote en la ruta de retorno a Lisboa, aprovechando las escalas en La Guaira y Curazao. El grupo de Galvão tenía dificultades para financiar la operación, empezando por el costo de los pasajes y del armamento, careciendo de ayuda de alguna potencia; el anticomunismo de Galvão impidió la ayuda del Partido Comunista Portugués que podría interceder para asegurar fondos de la Unión Soviética, por lo cual Galvão y sus hombres no reunieron todo el dinero necesario hasta mediados de enero de 1961.
El Santa Maria era una nave construida en 1953 en los astilleros de Hoboken, Bélgica; desplazaba 20 900 toneladas, tenía cerca de 186 metros de eslora y capacidad para 1088 pasajeros en primera, segunda, y tercera clase. En el viaje de Lisboa hacia Miami, en enero de 1961, transportaba 356 tripulantes y 612 pasajeros, entre portugueses, españoles, estadounidenses y neerlandeses.

## Secuestro
Henrique Galvão y sus 24 hombres abordaron la nave Santa Maria en las escalas de La Guaira y Willemstad los días 20 y 21 de enero, esperando alejarse de la costa de Curazao para lanzar su ataque, en medio de la escala hacia San Juan de Puerto Rico. El secuestro del navío ocurrió en la madrugada del 22 de enero de 1961 cuando un grupo de hombres armados irrumpió en el puente de mando tomando por sorpresa a los marineros y oficiales situados allí. En la refriega, murió el tercer piloto João Nascimento Costa, y otros dos marinos que trataron de oponer resistencia o avisar al capitán de la nave, Mario Simões Maia, resultaron heridos.
El comando de Galvão tomó el control de todas las dependencias esenciales para la marcha del barco, incluyendo la sala de máquinas, y exigió al capitán Maia rendir el navío al control del DRIL. Sin armas para oponerse a los designios de Galvão, Maia y sus oficiales aceptaron rendirse y traspasar el control del Santa Maria a los secuestradores. No obstante, Galvão requirió a Maia y sus tripulantes elegir entre unirse al DRIL, convertirse en prisioneros de guerra, o colaborar con los rebeldes para mantener operativa a la nave, eligiendo los tripulantes la tercera opción. 
Esto significaba que en la práctica los hombres del comando mantendrían el control del Santa Maria pero dependerían de los tripulantes y del capitán Maia para gobernar el buque y continuar la navegación. Tras el tiroteo la opción de unirse al DRIL no era atractiva para los tripulantes «considerando las posibles represalias en Portugal» y tornarse prisioneros de guerra era legitimar el estatus de Galvão y sus hombres como combatientes –en tanto las autoridades de Lisboa apenas los considerarían «piratas»–.

## Desarrollo de la operación
Para el éxito de la Operación Dulcinea era necesario que Galvão ocultase la travesía del Santa Maria, por lo cual ordenó cortar las comunicaciones por radio del buque para no poner en alerta a otros barcos. No obstante, Galvão y sus hombres carecían de conocimientos náuticos y debieron pedir consejo al capitán Simões Maia sobre la forma de eludir a otras embarcaciones que pudieran detectarlos por sus radares, a lo cual Maia replicó que solamente una navegación en zigzag sería útil para este fin. Galvão aceptó este consejo, aún sabiendo que significaba un movimiento más lento de la nave, agotando combustible. Al amanecer del 22 de enero Galvão y sus oficiales informaron a los pasajeros que el buque había cambiado de manos, pidiendo calma y tranquilidad, y anunciando ciertas restricciones en la alimentación así como la prohibición de acercarse al puente de mando o salir a cubierta.
Uno de los tripulantes heridos por los secuestradores, el marinero Joao de Souza, se hallaba en estado grave, siendo urgente trasladarlo a un hospital, para lo cual el capitán Maia y el médico Theodomiro Borges pidieron a Galvão trasladar a los dos tripulantes heridos al puerto de Castries en la cercana isla de Santa Lucía, colonia británica donde podrían recibir la atención médica que faltaba a bordo del Santa Maria. El lugarteniente de los comandos, el español Jorge de Soutomaior, rechazó inicialmente la petición pues ello permitiría descubrir la posición de la nave pero luego Galvão aceptó realizar ese acto humanitario aún conociendo el riesgo que su plan fracasara sin remedio. El 23 de enero el Santa Maria se detuvo a cierta distancia del puerto de Castries enviando a los dos heridos en una chalupa con otros marineros. 
En Castries los marinos portugueses narraron lo sucedido y horas después el Santa Maria fue seguido por el destructor británico Rothesay. Desde Castries se informó a Lisboa sobre lo acontecido, tanto al gobierno de Oliveira Salazar como a la Companhia Colonial de Navegação, calculando que los secuestradores eran una fuerza de setenta hombres. 
Mientras tanto el Santa Maria navegaba a lo largo de la costa norte de Sudamérica con rumbo a África, con movimientos en zigzag para eludir otras naves y se rebautizaba al buque como Santa Liberdade, pintando además las siglas del DRIL en el puente de mando. El gobierno de Salazar pidió ayuda a los gobiernos de Estados Unidos y Reino Unido para recuperar la nave, alegando que Galvão había cometido un acto de piratería, pero esa hipótesis fue desestimada por los diplomáticos en Washington y Londres alegando que, según lo que se había podido conocer, los planes de Galvão y sus hombres eran puramente políticos y por tanto no entraban en la definición de «piratería» según el derecho internacional.

## Seguimiento delSanta Maria
Pese a esto, los gobiernos británico y estadounidense accedieron a seguir al Santa Maria, en tanto Portugal alegaba efectivamente que se trataba, si no de piratería, del secuestro de un buque con pasajeros civiles y por tanto de una violación del derecho internacional, más aún sabiendo que Estados Unidos debería intervenir al haber cerca de cuarenta ciudadanos estadounidenses entre los pasajeros secuestrados. Por su parte, la tripulación del capitán Maia cumple funciones de sabotaje, pues la diferencia numérica hace difícil al comando del DRIL mantener el control de toda la marinería. 
Así, el propio capitán Maia advierte de la progresiva carestía de agua potable en la nave y se motiva a Galvão para ejecutar un racionamiento estricto, pero se oculta a los secuestradores que el Santa Maria cuenta con mayores reservas de agua. La tripulación también despilfarra combustible intencionalmente para tornar más lenta la nave e impedir que los hombres del DRIL lleguen a África, y los operadores de radio transmiten subrepticiamente a Lisboa la ubicación de la nave, llegando incluso a fingir la trasmisión de un telegrama con un «pedido de ayuda» hecho por Galvão al gobierno de Senegal –el mensaje fue ocultado por los operadores y jamás enviado–.
Las privaciones de alimentos y agua potable empiezan a exasperar a los pasajeros de tercera clase, los más numerosos, obligando a los hombres del comando a distraerse de sus tareas para mantener el orden entre los pasajeros. Pronto Galvão comprende que está siendo seguido por buques de la Segunda Flota de Estados Unidos en aguas internacionales, lo cual hace casi imposible su proyectada travesía hacia África. Consciente de no poder escapar al seguimiento, Galvão acepta el 27 de enero la protección de naves de guerra estadounidenses contra «ataques de la flota portuguesa».
El 31 de enero de 1961 el presidente de Brasil Juscelino Kubitschek terminaba su mandato y cedía el puesto a Jânio Quadros, a quien Galvão consideraba un potencial «amigo y aliado», por lo cual la jefatura del DRIL evaluó la posibilidad de desembarcar a los pasajeros en Brasil y ya libres de esa responsabilidad seguir viaje a África para lanzar su proyectada revolución en las colonias portuguesas. 
No obstante, tanto Kubitschek como Quadros rehusaron involucrarse en un problema político puramente portugués y manifestaron que la mejor opción sería que Galvão y sus hombres desembarcaran a los pasajeros en Brasil, y luego se discutiera el destino de la nave y de sus secuestradores. Así, el 28 de enero se reunía el Santa Maria con los jefes de la flota estadounidense en un punto frente a la costa norte de Brasil, para acordar el desembarco de los pasajeros en un puerto brasileño.

## Fin del secuestro
Escoltado esta vez por naves de la marina de guerra brasilera, el Santa Maria entró en el puerto de Recife el 2 de febrero, en medio de una gran expectativa de periodistas, y allí se desembarcaron a los pasajeros de la nave, junto con Galvão y sus hombres, mientras la tripulación portuguesa también dejó sus puestos y desembarcó bajo la protección de la infantería de marina brasileña. No obstante, el destino de la nave y sus secuestradores no estaba definido pues Galvão aún esperaba marchar a África, ya sin el obstáculo que representaban los pasajeros. 
No obstante, el gobierno brasileño se mostró reacio a dejar marchar a los hombres del DRIL a bordo del navío que ya se hallaba frente a Recife, y exponerse así a una reclamación del gobierno de Portugal, aunque el régimen de Quadros rechazaba tomar la nave por la fuerza. En vez de ello se ofreció a Galvão y a sus hombres asilo político en Brasil.
La alternativa causó gran disgusto en el comando y en el propio Galvão pues implicaba renunciar a su ambicioso plan de estimular en África una auténtica revuelta contra Oliveira Salazar. No obstante, los hombres del DRIL tenían problemas para ejecutar su plan: tras la partida de los marineros portugueses necesitaban forzosamente una tripulación para operar una nave tan grande, así como combustible y suministros costosos para poder cruzar el Atlántico, ya que Galvão y sus hombres carecían de dinero para pagar estos gastos indispensables.
Ante esos obstáculos el proyecto original del DRIL se convirtió en impracticable. Pese a la gran cobertura de la prensa internacional, el propio Galvão parecía considerar su proyecto como «incompleto» y sin resultados tangibles, aunque al menos había logrado publicidad para la lucha contra la dictadura portuguesa.
Todos los factores apreciables hacían que el propio Santa Maria se tornara una carga pesada e inútil para el DRIL, que no podía usar la nave para sus fines. Ante la situación, Galvão aceptó rendirse el 3 de febrero, y con sus compañeros decidió tomar el asilo político ofrecido y entregar el navío a las autoridades brasileras tras una breve ceremonia.